# Riu Wiltz
El Wiltz (en luxemburguès: Wolz) és un riu que té el seu naixement a Bèlgica i transcorre per Luxemburg on desembocarà al Sauer a Goebelsmhle. El Clerve és un afluent de la part dreta del Wiltz.